# بیمارستان حضرت رسول رامشیر
بیمارستان حضرت رسول واقع در استان خوزستان، شهرستان رامشیر بیمارستانی است درمانی و وابسته به دانشگاه علوم پزشکی جندی شاپور اهواز با ۳۲ تخت ثابت که در سال ۱۳۷۸ خورشیدی تأسیس گردید.
هم اکنون این بیمارستان دارای بخش‌های داخلی، جراحی عمومی، جراحی زنان و زایمان، کودکان،اورژانس، لیبر و دیگر واحدهای پاراکلینیکی و درمانگاهی می‌باشد.